# Turn口罩
《Turn口罩》是一首由臺灣歌手謝金燕創作的單曲，此單曲於2017年台灣跨年晚會桃園場首次演唱。《Turn口罩》為謝金燕自2015年發行《蹦X趴》後，時隔一年半的作品。

## 創作背景
謝金燕在跨年晚會結束後，對於新曲命名表示曲名與台語「脫褲跑」有著相同諧音，並表示新曲的創作不要想太嚴肅，只想讓大家輕鬆面對所有的事情，有正面、詼諧的感覺，幽默點面對生活。在新曲首次演出後，經紀公司於官方YouTube發布音樂錄影帶前導預告。

## 紀錄
據2017年12月31日的收視率調查，以臺灣跨年晚會高雄場謝金燕的新曲表演奪冠，收視率為4.37，大約有近210萬收視人口收看新曲《Turn口罩》的表演。

## 音樂錄影帶
《Turn口罩》音樂錄影帶由導演黃中平執導，於2020年10月26日上傳YouTube官方頻道首播，配合「TURN口罩世界巡迴演唱會」售票宣傳。由於片中橋段使用「露點人體台」造型，因此在首播當日遭到下架，隨後重新上傳發布。

## 發行紀錄
| 單曲         | 日期         | 形式     | 發行公司                 |
| ------------ | ------------ | -------- | ------------------------ |
| 《Turn口罩》 | 2018年1月1日 | 數位下載 | 一直打不倒、杰思國際娛樂 |

## 爭議
在臺灣跨年晚會桃園場演出後，因謝金燕戴口罩演唱新曲，而歌聲沒受到口罩的影響，遭質疑是對嘴演出。謝金燕於桃園場至高雄場之空檔透過個人臉書粉絲團表示：「戴口罩唱歌，不用猜當然是對嘴」。事後，謝金燕經紀人球球表示，謝金燕坦然接受各方意見，並希望能用新歌在新的一年帶給大家不一樣心情。